# Calumbo
Calumbo és una comuna del municipi de Viana, a la província de Luanda.